# Palystes stilleri
Palystes stilleri là một loài nhện trong họ Sparassidae.
Loài này thuộc chi Palystes. Palystes stilleri được miêu tả năm 1996 bởi Croeser.